# Helicoverpa minuta
Helicoverpa minuta (tên tiếng Anh: Minute Noctuid Moth) là một loài bướm đêm thuộc họ Noctuidae. Đây là loài đặc hữu của Hoa Kỳ.